# Thiberville
Thiberville [tibɛʁvil] ist ein Marktflecken und eine Gemeinde mit 1.765 Einwohnern (Stand: 1. Januar 2022) im französischen Département Eure in der Region Normandie. Die Gemeinde gehört zum Arrondissement Bernay und zum Kanton Beuzeville.

## Geografie
Thiberville liegt etwa 18 Kilometer östlich von Lisieux im Lieuvin. Umgeben wird Thiberville von den Nachbargemeinden Fontaine-la-Louvet im Norden, Drucourt im Osten und Süden, La Chapelle-Hareng im Süden und Südwesten, Marolles im Westen sowie L’Hôtellerie im Westen und Nordwesten.

## Bevölkerungsentwicklung
| Jahr                       | 1962 | 1968 | 1975 | 1982 | 1990 | 1999 | 2013 | 2019 |
| Einwohner                  | 1270 | 1483 | 1643 | 1610 | 1537 | 1672 | 1871 | 1781 |
| Quellen: Cassini und INSEE |      |      |      |      |      |      |      |      |

## Sehenswürdigkeiten
- Kirche Saint-Taurin

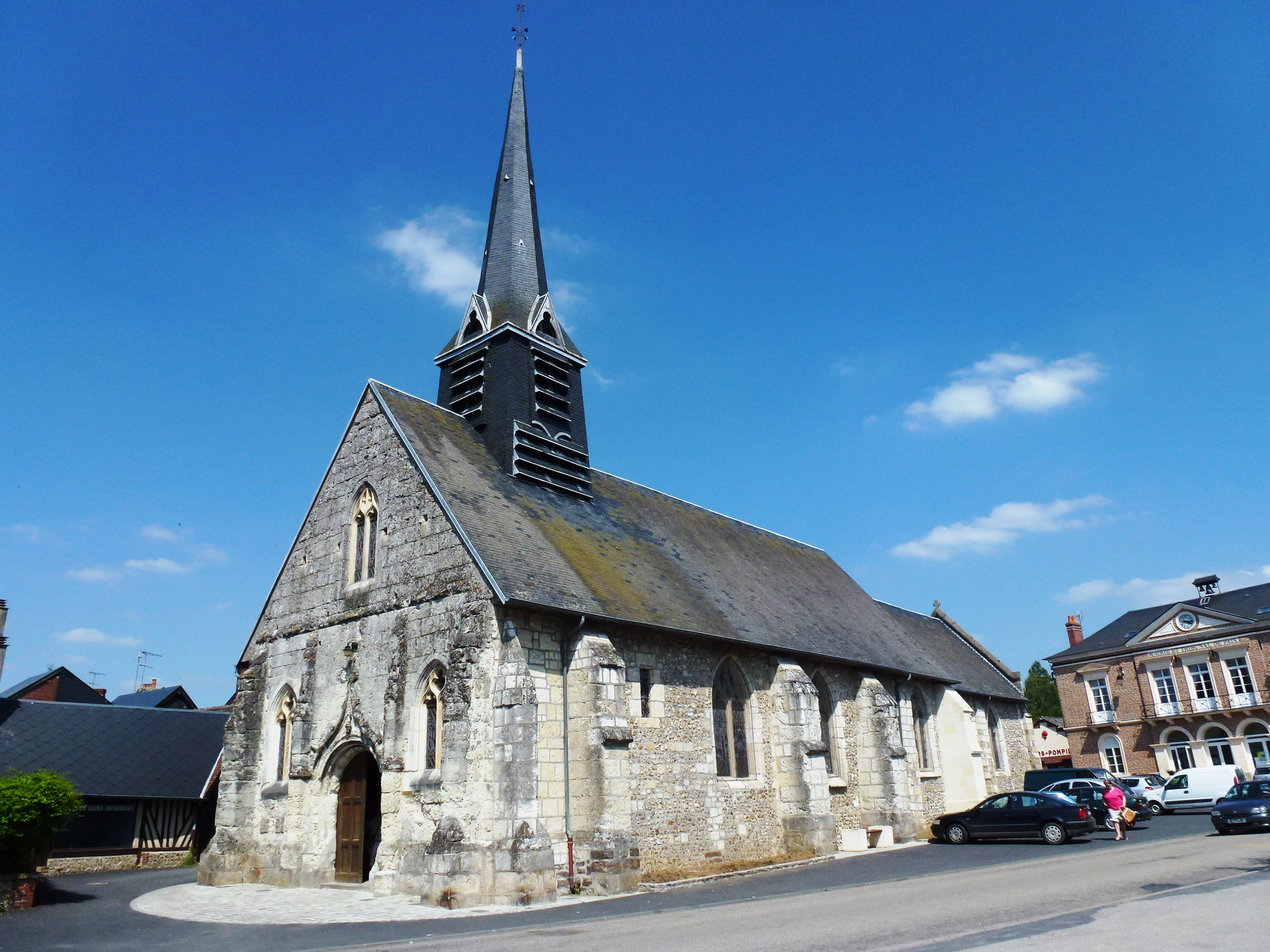
Kirche Saint-Taurin

- Schloss Lécuyer, Ende des 19. Jahrhunderts erbaut, teilweise Monument historique seit 1999

## Kurioses
Der französische Millionär Roger Thiberville vermachte dem Ort 2024 nach seinem Tod 10 Millionen Euro, ungefähr das Fünffache des Jahresbudgets der Gemeinde. Grund war vermutlich die Namensgleichheit, indes hatte Roger Thiberville den Ort Thiberville nie besucht. Mit dem Erbe sollen unter anderem der öffentliche Garten mit Spielplatz saniert und die energetische Sanierung der Grundschule, eine neue Feuerwache und ein neuer Kunstrasen für den Fußballplatz bezahlt werden. Die Asche Roger Thibervilles wurde auf dem örtlichen Friedhof beigesetzt, wo eine Stele an den Namensvetter und dessen großzügiges Geschenk erinnern soll.